# Стумбрас (футбольный клуб)
«Сту́мбрас» (лит. Stumbras, в переводе с лит. — «Зубр») — профессиональный литовский футбольный клуб из Каунаса, существовавший с 2013 по 2019 год.

## История
Основан как профессиональный клуб в 2013 году, на базе Национальной футбольной академии, созданной в 2006 году при участии УЕФА.
За 2 года смог подняться из II Лиги в А Лигу. В дебютном сезоне в элитном дивизионе занял седьмое место, на следующий год — пятое. В 2017 году сохранил место в высшем дивизионе по итогам переходных матчей, в сезоне-2018 занял 4-е место.
Дважды, в 2015 и 2016 годах, становился полуфиналистом Кубка Литвы. В 2017 году «Стумбрас» выиграл этот трофей, который стал единственным в истории клуба.

### Расформирование
16 июня 2019 года Литовская футбольная федерация (ЛФФ) отозвала у клуба лицензию УЕФА из-за нарушения обязательных критериев и финансовой ситуации. 27 июня отозвала лицензии А Лиги и I лиги, из-за нарушения критериев в областях спорта, персонала, инфраструктуры и финансов, с запретом на регистрацию новых игроков; к этому дню «Стумбрас» не выполнил выдвинутые ЛФФ требования и был снят с соревнований чемпионате Литвы. Во всех последующих матчах чемпионата клубу засчитаны технические поражения со счётом 0:3. Результаты второй команды клуба «Стумбраса-Б» в I Лиге сезона 2019 года аннулированы, с сохранением полученных игроками жёлтых и красных карточек, команда играла в I Лиге с 2017 года, в 2016 году — во II Лиге.

## Достижения
Кубок Литвы
- Обладатель: 2017
- Финалист: 2018

Суперкубок Литвы
- Финалист: 2018

I Лига
- Победитель: 2014

## Выступления в чемпионате и кубке Литвы
| Чемпионат | Чемпионат   | Чемпионат                                        | Чемпионат | Чемпионат | Чемпионат | Чемпионат | Чемпионат | Чемпионат | Кубок     | Кубок     | Примечания            |
| Сезон     | Лига        | Место                                            | И         | В         | Н         | П         | О         | Мячи      | Кубок     | Кубок     | Примечания            |
| --------- | ----------- | ------------------------------------------------ | --------- | --------- | --------- | --------- | --------- | --------- | --------- | --------- | --------------------- |
| 2013      | II Лига, Юг | 2 из 13                                          | 24        | 17        | 4         | 3         | 79-32     | 55        | —         | —         | Выход в I Лигу        |
| 2014      | I Лига      | 1 из 13                                          | 24        | 19        | 7         | 5         | 73-29     | 64        | 1/32      | 1/32      | Выход в А Лигу        |
| 2015      | A Лига      | 7 из 10                                          | 36        | 11        | 8         | 17        | 51-74     | 41        | 1/2       |           |                       |
| 2016      | A Лига      | 6 из 8                                           | 28        | 6         | 6         | 16        | 35-52     | 24        | 1/2       | 1/2       |                       |
| 2017      | A Лига      | 7 из 8                                           | 28        | 4         | 10        | 14        | 23-42     | 22        | побед.    | побед.    | Выход в Лигу Европы   |
| 2017      | A Лига      | Переходные матчи с ФК «Банга» — 2:1 (г), 3:0 (д) |           |           |           |           |           |           | побед.    | побед.    | Выход в Лигу Европы   |
| 2018      | A Лига      | 4 из 8                                           | 33        | 15        | 6         | 12        | 45-35     | 51        | финал.    | финал.    |                       |
| 2019      | A Лига      | 8 из 8                                           | 28        | 4         | 3         | 21        | 12-60     | 15        | 1/8 (-:+) | 1/8 (-:+) | Снятие после 13 туров |

## Выступления в еврокубках
| Сезон   | Турнир      | Раунд                         | Соперник | Дома | В гостях | Общий счёт |  |
| ------- | ----------- | ----------------------------- | -------- | ---- | -------- | ---------- |  |
| 2018/19 | Лига Европы | Первый квалификационный раунд | Аполлон  | 1:0  | 0:2      | 1:2        |  |

## Результаты команды «Стумбрас-Б»
| Сезон | Лига        | Место   | И  | В  | Н | П  | Мячи  | О  | Примечания            |
| ----- | ----------- | ------- | -- | -- | - | -- | ----- | -- | --------------------- |
| 2016  | II Лига, Юг | 1 из 9  | 16 | 14 | 0 | 2  | 72-13 | 42 | Выход в I Лигу        |
| 2017  | I Лига      | 8 из 15 | 28 | 11 | 6 | 11 | 46-30 | 39 |                       |
| 2018  | I Лига      | 9 из 14 | 26 | 10 | 6 | 10 | 42-37 | 36 |                       |
| 2019  | I Лига      | —       | —  | —  | — | —  | —     | —  | Снятие по ходу сезона |

## Стадион
Выступал на главном стадионе Каунаса — имени С. Дарюса и С. Гиренаса, вмещающем 9180 зрителей. Запасным полем являлся стадион Национальной футбольной академии, рассчитанный на 500 зрителей.

## Тренеры
- Герхардас Кведарас (2013—2014)
- Роландас Чепкаускас (2014—2015)
- Дарюс Гвильдис (2015—2016)
- Марьяну Баррету (2016—2018)
- Жуан Луиш Мартинш (2019)